# Комунальник (Луганськ)
«Комунальник» — український футбольний клуб з міста Луганська. Виступав у першій лізі чемпіонату України. 17 жовтня 2008 року клуб припинив членство у ПФЛ і знявся з розіграшу першості серед команд першої ліги.

## Історія
Історія клубу є короткою. Клуб отримав професіональний статус із 2007 року. Після першого сезону одразу виборов путівку до першої ліги. Після 13 турів першості 2008/2009 клуб знявся з чемпіонату. Результати анульовані.